# Роментино
Роментино (итал. Romentino) — коммуна в Италии, располагается в регионе Пьемонт, в провинции Новара.
Население составляет 5000 человек (2008 г.), плотность населения составляет 249 чел./км². Занимает площадь 17 км². Почтовый индекс — 28068. Телефонный код — 0321.
Покровителем коммуны почитается святой Иоанн Креститель, празднование 24 июня.

## Демография
Динамика населения:

## Администрация коммуны
- Официальный сайт: http://www.comune.romentino.no.it/